# Suède au Concours Eurovision de la chanson 1959
La Suède a participé au Concours Eurovision de la chanson 1959, alors appelé le « Grand prix Eurovision de la chanson européenne 1959 », à Cannes, en France. Il s'agissait de la 2e participation suédoise au Concours Eurovision de la chanson.
Le pays est représenté par la chanteuse Brita Borg, choisie en interne et la chanson Augustin, au moyen d'une finale nationale, toutes deux sélectionnées par la Sveriges Radio.

## Sélection

### Säg det med musik: Stora Schlagertävlingen
Le radiodiffuseur suédois, Sveriges Radio, organise une finale nationale intitulée Säg det med musik: Stora Schlagertävlingen (littéralement : « Dis-le avec de la musique : Le Grand Concours du schlager » en suédois), par la suite également référencée comme étant la première édition du Melodifestivalen, pour sélectionner la chanson représentant la Suède au Concours Eurovision de la chanson 1959, l'artiste (Brita Borg) étant déjà sélectionnée en interne,.
La finale nationale suédoise, présentée par Thore Erling, a lieu le 29 janvier 1959 à Stockholm. Des participants à cette finale nationale représenteront la Suède à une future édition de l'Eurovision : Siw Malmkvist en 1960 ; Östen Warnerbring en 1967. Les chansons sont toutes interprétées en suédois, langue officielle de la Suède.
Lors de cette sélection, c'est la chanson Augustin, interprétée lors de cette finale par Siw Malmkvist, qui fut choisie,.

#### Finale
| Ordre | Interprète                | Chanson                   | Traduction                                | Points | Place |
| ----- | ------------------------- | ------------------------- | ----------------------------------------- | ------ | ----- |
| 1     | Östen Warnerbring         | Kungsgatans blues         | Le blues de la Rue Royale                 | 67     | 4     |
| 2     | Ulla Christenson (sv)     | Lyckans soluppgång        | Rayon de chance                           | 52     | 6     |
| 3     | Lily Berglund (en)        | Dags igen att vara kära   | C'est encore le moment de tomber amoureux | 79     | 2     |
| 4     | Britt-Inger Dreilick (sv) | Hösten är vår             | L'automne nous appartient                 | 52     | 6     |
| 5     | Åke Söhr (sv)             | En miljon för dina tänkar | Un million pour tes pensées               | 48     | 8     |
| 6     | Britt Damberg (en)        | Nya fågelsången           | La nouvelle chanson des oiseaux           | 76     | 3     |
| 7     | Östen Warnerbring         | Någon saknar dig          | Tu manques à quelqu'un                    | 56     | 5     |
| 8     | Siw Malmkvist             | Augustin                  | -                                         | 105    | 1     |

## À l'Eurovision
Chaque pays avait un jury de dix personnes. Chaque membre du jury pouvait donner un point à sa chanson préférée.

### Points attribués par la Suède
| 4 points | Danemark |
| 3 points | Suisse   |
| 2 points | Autriche |
| 1 point  | Italie   |

### Points attribués à la Suède
| 10 points | 9 points | 8 points   | 7 points | 6 points   |
| --------- | -------- | ---------- | -------- | ---------- |
|           |          |            |          |            |
| 5 points  | 4 points | 3 points   | 2 points | 1 point    |
|           |          | - Pays-Bas |          | - Danemark |

Brita Borg interprète Augustin en 7e position, après l'Allemagne et avant la Suisse. Au terme du vote final, la Suède termine 9e, ex æquo avec l'Autriche, sur 11 pays, recevant 4 points.